# 2월 30일생
"2월 30일생"은 한국에서 제작된 박용준 감독의 1983년 드라마, 멜로/로맨스 영화이다. 김미숙 등이 주연으로 출연하였고 김인동 등이 제작에 참여하였다.

## 출연

### 주연
- 김미숙
- 유인촌
- 이경실
- 서정희

## 기타
- 조명: 한희창
- 녹음: 이재웅